# Jalesches
Jalesches település Franciaországban, Creuse megyében. Lakosainak száma 94 fő (2022. január 1.). Jalesches Châtelus-Malvaleix, Clugnat, Ladapeyre és Saint-Dizier-les-Domaines községekkel határos.

## Népesség
A település népességének változása:
| Lakosok száma | 161  | 118  | 100  | 81   | 87   | 89   | 90   | 90   | 91   | 94   |
|               | 1968 | 1982 | 1990 | 2006 | 2013 | 2015 | 2017 | 2019 | 2020 | 2022 |